# Nekojiru
Chiyomi Hashiguchi (橋口 千代美, Hashiguchi Chiyomi, née Nakayama (中山), 19 januari 1967 – 10 mei 1998), bekend onder haar artiestennaam Nekojiru (ねこぢる, een portmanteau van het Japanse neko ねこ "kat", en shiru しる "soep"), was een Japanse mangaka.
In 1990 debuteerde ze in het juninummer van de maandelijkse manga-bloemlezing Garo met Nekojiru Udon, dat nu als haar definitieve werk wordt beschouwd. 

## Werken
Met uitzondering van Tsunami zijn alle hoofdpersonages in Nekojiru's werk getekend als katten. Zelfs in haar manga-essays, Jirujiru Travel Journal en Jirujiru Diary, tekende ze zichzelf als een kat. Maar hoewel de personages als dieren verschijnen, koos de kunstenaar voor de mensenwereld als setting. Haar manga met details over het dagelijks leven en de avonturen van de katten Nyāko en Nyatta worden hoog gewaardeerd. De belangrijkste thema's van haar werk zijn kinderlijke waanzin, wreedheid en nostalgie. En, zoals te zien is in Dream Memo, opgenomen in de postuum uitgebrachte compilatie Nekojiru Udon 3, waren veel van haar bizarre fantasiewerken gebaseerd op haar eigen droomervaringen. Psychedelische paddenstoelen en LSD komen ook vaak voor in haar werken. 
Nekojiru's man Yamano Hajime, onder het pseudoniem Nekojiru-y, nam de wereld van Nekojiru over en blijft nieuwe werken produceren. Momenteel staat er op zijn officiële site een gratis hoofdstuk van Nekojiru's manga.
Er zijn twee anime's geproduceerd gebaseerd op Nekojiru's manga, beide gericht op de familie van Nyāko, Nyatta en hun ouders. De eerste hiervan was Nekojiru Gekijō (ねこぢる劇場, Nekojiru Theater) , een serie van 27 afleveringen die elk 2 minuten lang zijn die in 1999 op de Japanse tv werd uitgezonden als een segment van Asahi Television's Bakushō-Mondai no Boss-Kyara-Ō (爆笑問題のボスキャラ王), geleid door komedieduo Bakushō Mondai. De tweede, en bekendere, tenminste buiten Japan, is de OVA Nekojiru Sō (ねこぢる草, Nekojiru Gras) uit 2001, in het Engels uitgebracht als Cat Soup. 

## Lijst met werken
- Nekojiru Udon (ねこぢるうどん)
- Nekogamisama (ねこ神さま, Cat God)
- Nekojiru Manjū (ねこぢるまんじゅう)
- Nekojiru Dango (ねこぢるだんご)
- Nekojiru Shokudo (ねこぢる食堂, Nekojiru Cafeteria)
- Nekojiru Senbei (ねこぢるせんべい)
- Jirujiru Ryokōki (ぢるぢる旅行記, Jirujiru Reisverslag)
- Jirujiru Nikki (ぢるぢる日記, Jirujiru Dagboek)

Nekojiru werkte ook als illustrator en karakterontwerper aan andere projecten. 

## Dood
Hashiguchi stierf op 10 mei 1998 door zelfmoord.
Kort voor haar zelfmoord werden Nyāko en Nyatta, de twee hoofdpersonages van Nekojiru Udon, geselecteerd om door Tokyo Electric te worden gebruikt in promotiecampagnes. Door de dood van hun maker werd dat echter geannuleerd.